# Sacré (patronyme)
Pour les articles homonymes, voir Sacré (homonymie).
Cette page présente le nom de famille Sacré ainsi que ses variantes.

## Occurrence
- Belgique
- France

## Étymologie
Sacré est un nom de prêtre et signifie « consacré », surnom que l'on donnait à une personne travaillant dans une église ou à un enfant né ou trouvé le jour d'une fête religieuse.